# Nooit Gedacht (Cadzand)
Nooitgedacht is een ronde stenen beltmolen in het Nederlandse Cadzand, provincie Zeeland, die gebouwd is in 1898 en in gebruik is geweest als korenmolen.

## Geschiedenis
Reeds in 1620 was op dezelfde plaats de vroegere Oostmolen standerdmolen van de Strijdersdijk gebouwd. In 1662 werd deze vervangen door de Westmolen standerdmolen uit de Molenpolder. Deze is in 1721 vervangen door standerdmolen De Kat. In 1820 waaide de molen om maar werd weer opgebouwd. In 1897 brandde hij echter af.
In 1898 is een nieuwe molen gebouwd, nu uitgevoerd als stenen bovenkruier. Tijdens de bouw werd besloten niet zo hoog te gaan als oorspronkelijk voorzien, maar omdat de kap al gereed was en deze moest passen werd de romp halverwege wat meer taps gemaakt, waardoor een knik in het muurwerk ontstond, die ook nu nog te zien is.
Tijdens de bevrijding in 1944 werd de molenkap ernstig beschadigd door een granaat. In 1947-1948 is de molen hersteld met onderdelen van ontmantelde molens uit de wijde omgeving. Dat dit nog zou gebeuren had de toenmalige eigenaar nooit gedacht. De naamloze molen heette vanaf dat moment de Nooitgedacht.
Bij gebrek aan werk wordt de molen in 1951 buiten bedrijf gesteld. De molenaar start een zuivelhandel en bouwt daarvoor een melkopslag aan de molen. De builzolder (1e verdieping) wordt verbouwd tot woonverblijf.  
Met het opkomend toerisme in Cadzand is er dringend behoefte aan slaapgelegenheden. Het woonverblijf en de ruimte daarboven worden in 1959 verbouwd tot 2 vakantieverblijven. Het aandrijfmechanisme van de in onbruik geraakte molen is verwijderd. Vanaf 1963 is er zelfs een bar in de molen. De melkopslag wordt toiletgebouw. De oneigenlijke bestemming van de molen bleek zeer gevaarlijk: in 1974 brandde de molen uit.
Daarop is de molen gekocht door de Stichting Molenbehoud West Zeeuwsch-Vlaanderen. Met acties onder de bevolking en steun van het rijk, de provincies en de gemeenten kan begonnen worden met de restauratie met het doel de molen weer in zijn originele staat terug te brengen. Onderdelen vanuit het hele land, maar ook nieuwe materialen worden toegepast. De bovenas uit 1721 van molen De Kat, die in 1820 omwaaide, in 1897 verbrandde en in 1944 een granaatinslag overleefde, blijkt ook na de brand in 1974 nog bruikbaar voor restauratie van de Nooitgedacht.
In mei 1977 kon de molen weer in gebruik genomen worden. De Nooitgedacht is elke woensdag en zondag te bezichtigen.

## Foto's

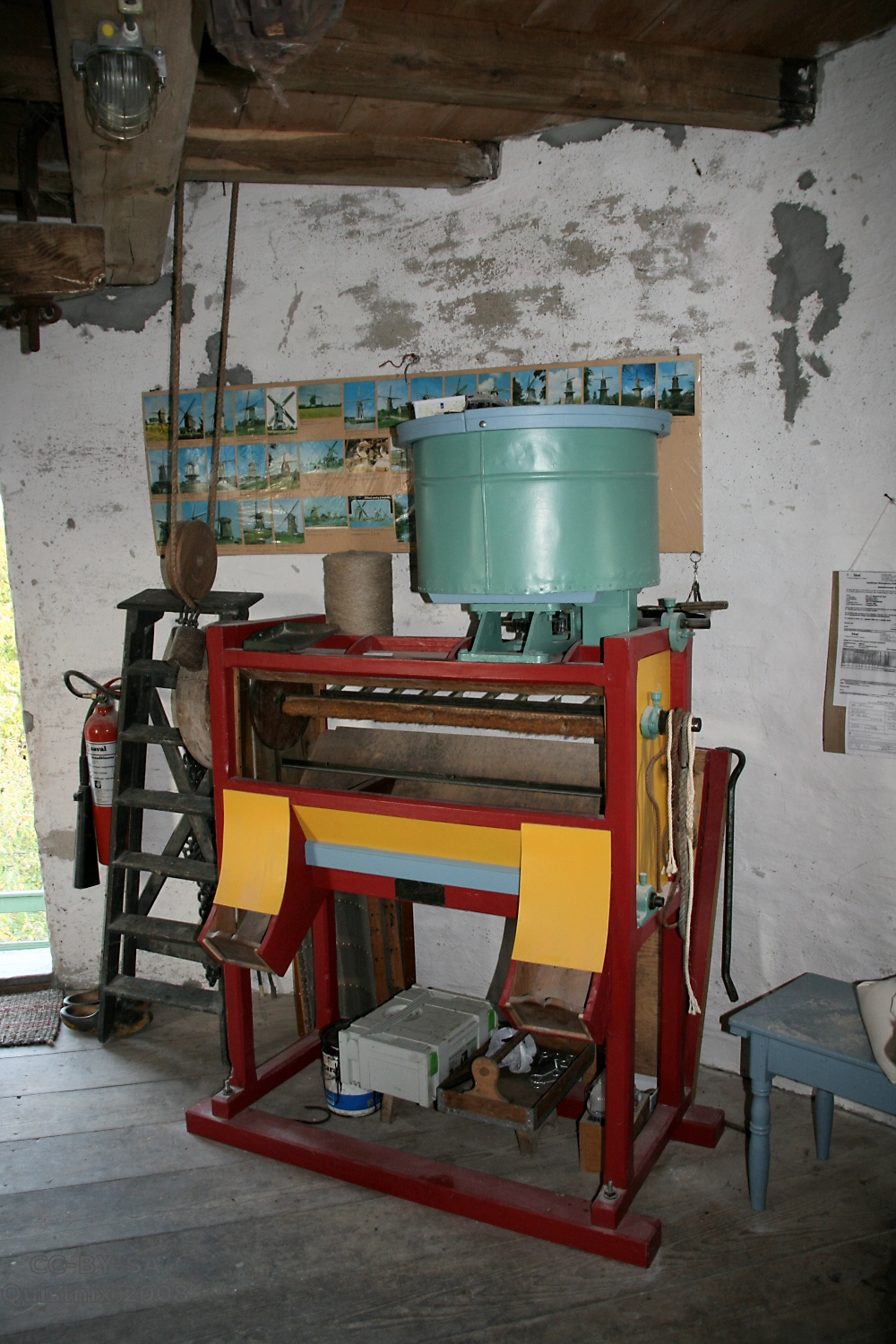
Buil
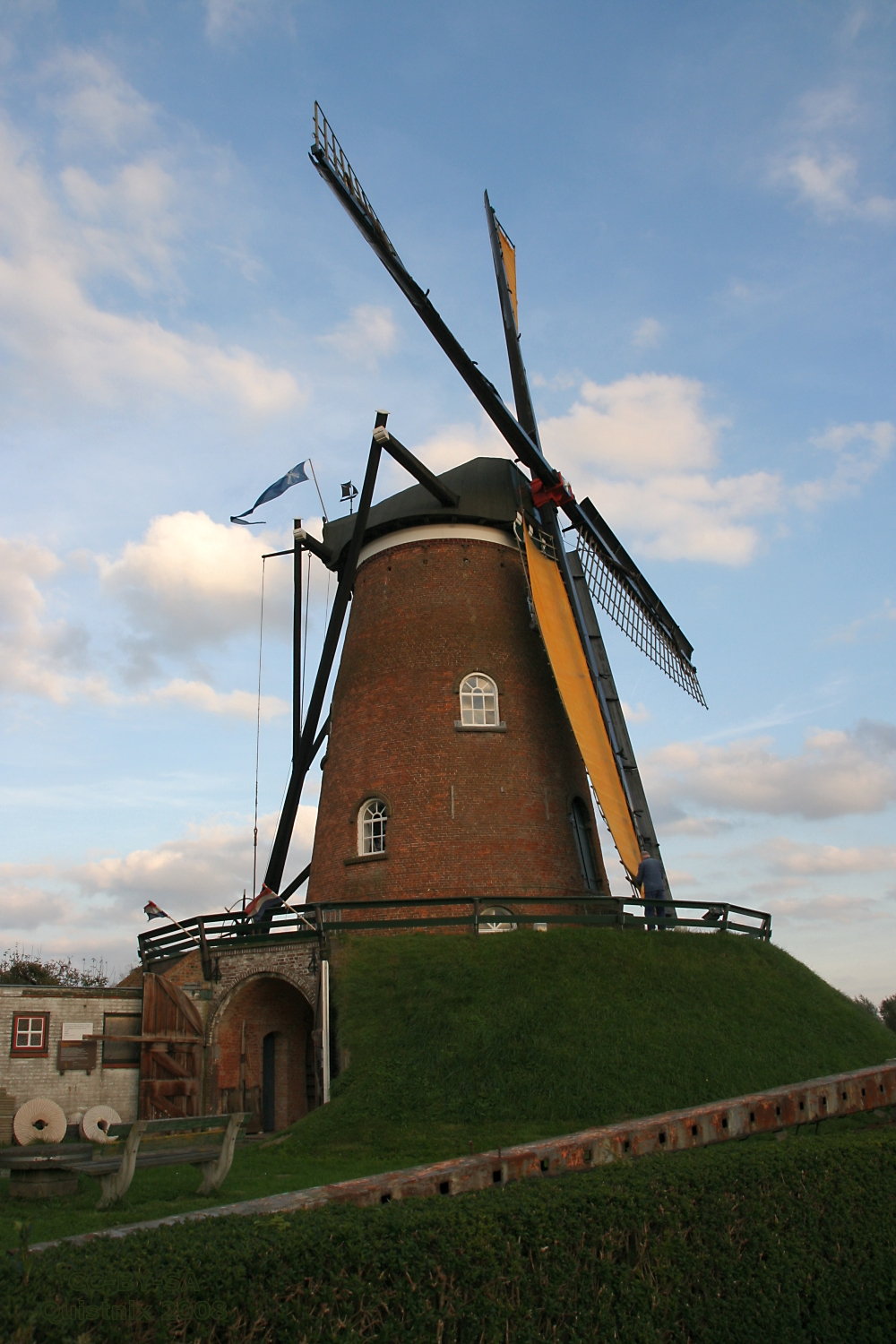
Molen met entree
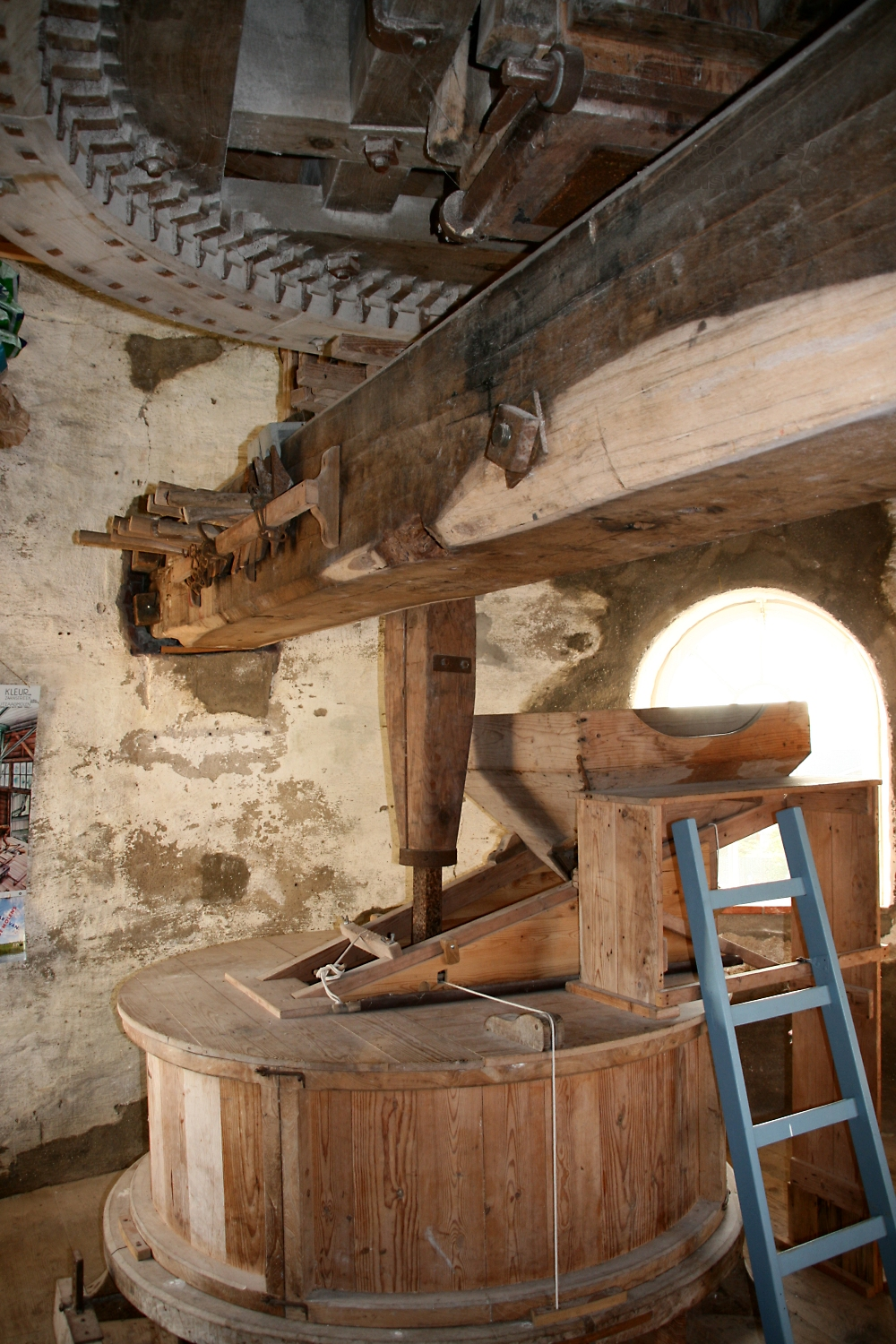
Maalkuip